# Cadre-45/2-Europameisterschaft 1928

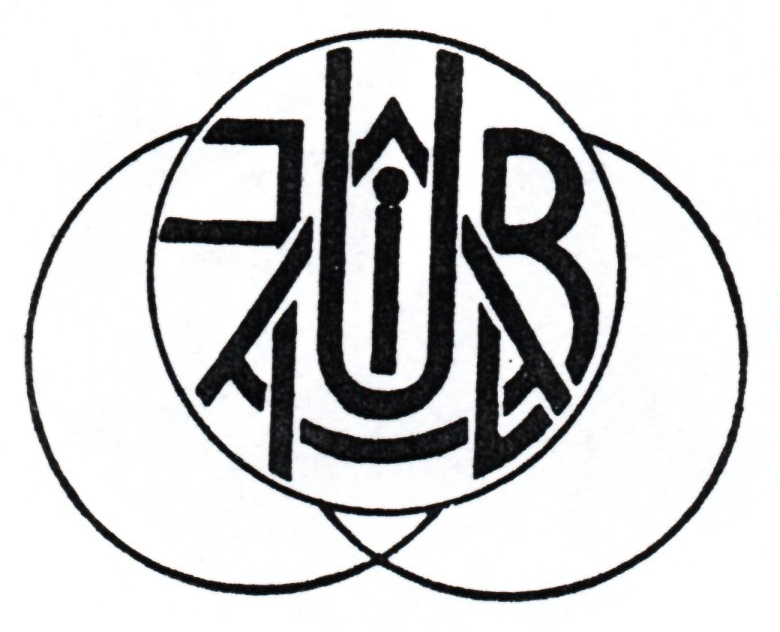
Logo UIFAB (ausrichtender Verband)

Veranstaltungsort: Paris

Die Cadre-45/2-Europameisterschaft 1928 war das 4. Turnier in dieser Disziplin des Karambolagebillards und fand vom 24. bis zum 27. April 1928 in der französischen Hauptstadt Paris statt. Es war die erste Cadre-45/2-Europameisterschaft in Frankreich.

## Geschichte
Der Belgier Théo Moons sicherte sich nach 1926 den zweiten Europameistertitel im Cadre 45/2. Titelverteidiger Gustave van Belle wurde diesmal nur Zweiter vor dem Ägypter Edmond Soussa, der für sein Land die erste Medaille bei einer EM gewann. Der Niederländer Leo Katoen musste nach zwei Partien krankheitsbedingt das Turnier beenden. Seine gespielten Partien blieben in der Wertung und alle anderen Spieler erhielten 2:0 Matchpunkte. Deshalb existiert bei Emile Garris kein BED.

## Turniermodus
Das ganze Turnier wurde im Round Robin System bis 400 Punkte gespielt. Im Gegensatz zu Weltmeisterschaften gab es bei Punktgleichheit am Ende keine Stichpartien, sondern der bessere Generaldurchschnitt entschied über die Platzierung.
Wertung:
1. MP = Matchpunkte
2. GD = Generaldurchschnitt
3. HS = Höchstserie

## Abschlusstabelle
| MP    | Match Points (Sieger = 2; Unentschieden = 1; Verlierer = 0) |
| Pkte. | Erzielte Karambolagen                                       |
| Aufn. | Benötigte Versuche                                          |
| GD    | Generaldurchschnitt                                         |
| BED   | Bester Einzeldurchschnitt eines Spielers                    |
| HS    | Höchstserie                                                 |
|       | Bester GD des Turniers                                      |
|       | Bester ED des Turniers                                      |
|       | Beste HS des Turniers                                       |
|       | 1. Platz (Gold)                                             |
|       | 2. Platz (Silber)                                           |
|       | 3. Platz (Bronze)                                           |

| Platz                      | Name              | MP   | Pkte. | Aufn. | GD    | BED   | HS  |
| -------------------------- | ----------------- | ---- | ----- | ----- | ----- | ----- | --- |
| 1                          | Théo Moons        | 12:2 | 2760  | 185   | 14,91 | 44,44 | 121 |
| 2                          | Gustave van Belle | 10:4 | 2511  | 163   | 15,40 | 26,66 | 94  |
| 3                          | Edmond Soussa     | 10:4 | 2308  | 183   | 12,61 | 14,81 | 104 |
| 4                          | Gaston de Doncker | 8:6  | 2169  | 166   | 13,06 | 22,22 | 77  |
| 5                          | Louis Chassereau  | 8:6  | 2167  | 175   | 12,38 | 16,66 | 131 |
| 6                          | Jacques Davin     | 6:8  | 1582  | 148   | 10,68 | 13,79 | 94  |
| 7                          | Emile Garric      | 2:12 | 1789  | 170   | 10,52 | –     | 64  |
| 8                          | Leo Katoen        | 0:14 | 403   | 66    | 6,10  | –     | 37  |
| Turnierdurchschnitt: 12,49 |                   |      |       |       |       |       |     |